# アッサラーム

アラビア語の アッサラーム（اَلسَّلَامُ）もしくはアッ＝サラームは、日本語で「平和」や「平安」を意味する定冠詞（英語でいうところの"the"）が付いた名詞である。なお、定冠詞が付いているため、ムスリム一般においては、イスラームが目指すところの平和、あるいはアッラーフ自身を意味するものと解釈されるなどする。
定冠詞アル（al-）無しの「サラーム」（平安、平和）はイスラーム世界において、しばしばアラビア語由来である挨拶アッサラーム・アライクム（السَّلَامُ عَلَيْكُمْ）[as.sa.laː.mu ʕa.laj.kum] の略式として用いられることもある。アッサラーム・アライクムの直訳は「あなたがたの上に平安がありますように」で本来は時間に関係なく昼夜を問わず使う挨拶だが、日本語では場面に合わせて「こんにちは」と意訳されることもある。
なお定冠詞は口語でエル（el-）になることもあるため、人名や地名に含まれる場合はal-Salam以外にもel-Salamと表記されることもある。その場合はエッ＝サラームとなるが、アッ＝サラームも含め促音を反映せず元の定冠詞の発音であるアルやエルを用いたアル＝サラーム、エル＝サラームというカタカナ表記も多く見られる。また、イスラーム、ムスリムなどはこのアッサラームと同じくسلم（S-L-M）語根を持ち、「سلم」という「安全、免除」を意味する動詞から派生する言葉である。
ヘブライ語のシャーロームと語源を同じくする。